# Insula Vranghel
Insula Vranghel este situată în Oceanul Arctic și aparține de Rusia. Din anul 2004 este declarată patrimoniu mondial UNESCO.

## Geografie
Insula este o rezervație naturală, care este compusă dintr-o insulă principală cu suprafața de 7.608 km² și o serie de insule mai mici așezate la nord-est la o distanță de 135 km, cea mai importantă dintre ele fiind insula Herald cu 11 km². Insula Vranghel desparte Marea Siberiei de Est de Marea Ciukotka ce se întinde până la Strâmtoarea Bering. Continentul asiatic, respectiv Siberia Orientală se află la 150 km distanță de insulă. Relieful insulei este muntos în partea centrală, cu înălțimi ce ating altitudinea de 1096 m deasupra n.m., iar pe țărm sunt câmpii litorale. Clima pe insulă este o climă polară, insula fiind situată la 500 – 600 km de cercul polar și la 2.080 km de polul nord. La insula Vranghel se poate ajunge numai în anotimpul de vară, chiar și atunci este înconjurată de sloiuri de gheață (iceberguri), ghețarii ce persistă tot timpul anului fiind numai la distanța de 100 – 200 km.

## Fauna și flora
Insula Vranghel este un loc de înmulțire pentru urșii polari (având cea mai mare densitate de cuiburi din lume), foci si lemingi. În timpul verii este vizitată de multe tipuri de păsări.
Mamuții blănoși au supraviețuit aici până în anul 1700 i.Hr., cea mai recentă supraviețuire dintre toate populațiile de mamuți. Totuși, din cauza sursei limitate de hrană, dimensiunile acestora erau mult mai mici decât cele obișnuite ale mamuților.
Flora include 417 specii de plante, dublu fata de orice alt teritoriu din tundra arctică. Din acest motiv, în 2004, insula a fost proclamată cel mai nordic Sit al Patrimoniului Mondial.